# آلوارت جیوانیان
آلوارت هاکوبی جیوانیان (ارمنی: Ալվարդ Հակոբի Ջիվանյան؛ انگلیسی: Alvard Jivanian ۴ آوریل ۱۹۶۴) یک مترجم اهل ارمنستان است. وی از سال میلادی تا کنون فعالیت می‌کرد.

## زندگی‌نامه
وی در ۴ آوریل ۱۹۶۴ در لنیناکان به دنیا آمد و از دانشکده لغت‌شناسی دانشگاه دولتی ایروان فارغ‌التحصیل شد. 

## ترجمه‌ها
- hy:Ջելսոմինոն խաբեբաների աշխարհում - جانی روداری، مترجمان نارینه گریگوریان[الف], آراکسیا استپانیان[ب], آلوارت جیوانیان
- آلیس در سرزمین عجایب - لوئیس کارول
- الیور توئیست - چارلز دیکنز
- جادوگر شهر از[پ] - ال. فرانک بام
- پینوکیو - کارلو کلودی
- هری پاتر و سنگ جادو - جی. کی. رولینگ
- هری پاتر و تالار اسرار - جی. کی. رولینگ
- هری پاتر و زندانی آزکابان - جی. کی. رولینگ
- هری پاتر و جام آتش - جی. کی. رولینگ
- پرنسس کوچک - فرانسس هاجسون برنت زانگاک[ت], ۲۰۱۶
- وینی پو[ث] - آلن الکساندر میلن زانگاک، ۲۰۱۶

## یادداشت
1. ↑  Նաիրա Գրիգորյան
2. ↑  Արաքսյա Ստեփանյան
3. ↑  Օզի կախարդը
4. ↑  Զանգակ
5. ↑  Վինի Փու արջուկը